# ميناء قزوين
ميناء قزوين ميناء بحري يقع في المنطقة أنزلي الصناعية التجارية الحرة، محافظة غيلان، إيران.